# Élections présidentielles sous la Cinquième République dans l'Orne
Depuis l'adoption de la Constitution de la Cinquième République française en 1958, dix élections présidentielles ont eu lieu afin d'élire le président de la République. Cette page présente les résultats de ces élections dans l'Orne.

## Synthèse des résultats du second tour
Conservateur, l'Orne vote traditionnellement plus à droite que la France. C'est en particulier le cas en 1981 et 2012 où le département a placé en tête respectivement Valéry Giscard d'Estaing (54,98 %) et Nicolas Sarkozy (52,89 %) alors qu'au niveau national ont été élus François Mitterrand (51,76 %) et François Hollande (51,64 %). En 2017, Emmanuel Macron obtient 4,5 points de moins qu'au niveau national.
| année | Répartition des exprimés | Répartition des exprimés | Participation (% des inscrits) | Blancs ou nuls (% des votants) |

| 2017 | Emmanuel Macron (61,64 %) (France : 66,10 %) | Marine Le Pen (38,36 %) (France : 33,90 %) | 78,16 % (France : 77,77 %) | 2,08 % (France : 2,47 %) |

| 2012 | François Hollande (47,11 %) (France : 51,64 %) | Nicolas Sarkozy (52,89 %) (France : 48,36 %) | 83,35 % (France : 80,35 %) | 1,91 % (France : 5,82 %) |

| 2007 | Nicolas Sarkozy (57,66 %) (France : 53,06 %) | Ségolène Royal (42,34 %) (France : 46,94 %) | 85,86 % (France : 83,97 %) | 1,44 % (France : 4,20 %) |

| 2002 | Jacques Chirac (81,3 %) (France : 82,21 %) | J.-M. Le Pen (18,7 %) (France : 17,79 %) | 74,4 % (France : 79,71 %) | 3,43 % (France : 3,38 %) |

| 1995 | Jacques Chirac (57,61 %) (France : 52,64 %) | Lionel Jospin (42,39 %) (France : 47,36 %) | 81,83 % (France : 78,38 %) | 2,84 % (France : 2,81 %) |

| 1988 | François Mitterrand (50,74 %) (France : 54,02 %) | Jacques Chirac (49,26 %) (France : 45,98 % %) | 83,73 % (France : 81,35 %) | 2,09 % (France : 2,00 %) |

| 1981 | François Mitterrand (45,02 %) (France : 51,76 %) | Valéry Giscard d'Estaing (54,98 %) (France : 48,24 %) | 83,41 % (France : 81,09 %) | 1,53 % (France : 1,62 %) |

| 1974 | Valéry Giscard d'Estaing (60,61 %) (France : 50,81 %) | François Mitterrand (39,39 %) (France : 49,19 %) | 85,71 % (France : 84,23 %) | 0,9 % (France : 0,92 %) |

| 1969 | Georges Pompidou (54,88 %) (France : 58,21 %) | Alain Poher (45,12 %) (France : 41,79 %) | 79,19 % (France : 77,59 %) | 1,23 % (France : 1,29 %) |

| 1965 | Charles de Gaulle (67,19 %) (France : 55,20 %) | François Mitterrand (32,81 %) (France : 44,80 %) | 86,35 % (France : 84,75 %) | 1,02 % (France : 1,01 %) |

|  | ▲ |

## Résultats détaillés par scrutin

### 2017
Le premier tour de l'élection présidentielle de 2017 voit s'affronter onze candidats. Emmanuel Macron arrive en tête devant Marine Le Pen et tous deux se qualifient pour le second tour. Néanmoins, avec François Fillon et Jean-Luc Mélenchon, les scores des quatre candidats ayant recueilli le plus de voix sont serrés (4,43 points entre le 1er et le 4e). Pour la première fois, aucun des candidats des deux partis politiques pourvoyeurs jusque-là des présidents de la Ve République, n'est présent au second tour. Celui-ci se tient le dimanche 7 mai et se solde par la victoire d'Emmanuel Macron, avec un total de 20 753 798 bulletins de vote en sa faveur, soit 66,10 % des suffrages exprimés, face à la candidate du Front national, qui recueille 33,90 %. Le scrutin est néanmoins marqué par une forte abstention et par un record de votes blancs ou nuls.
Dans l'Orne, François Fillon arrive en tête du premier tour avec 24,74 % des exprimés, suivi de Marine Le Pen (23,81 %), Emmanuel Macron (21,57 %), Jean-Luc Mélenchon (14,78 %) et Nicolas Dupont-Aignan (5,81 %). Au second tour, les électeurs ont voté à 61,64 % pour Emmanuel Macron contre 38,36 % pour Marine Le Pen avec un taux de participation de 78,16 % des inscrits.
|             | LR          | François Fillon       | 41 084  | 24,74 %    |         |            |  |  |
|             | FN          | Marine Le Pen         | 39 532  | 23,81 %    | 55 070  | 38,36 %    |  |  |
|             | EM          | Emmanuel Macron       | 35 815  | 21,57 %    | 88 484  | 61,64 %    |  |  |
|             | LFi         | Jean-Luc Mélenchon    | 24 542  | 14,78 %    |         |            |  |  |
|             | DlF         | Nicolas Dupont-Aignan | 9 644   | 5,81 %     |         |            |  |  |
|             | PS          | Benoît Hamon          | 8 659   | 5,21 %     |         |            |  |  |
|             | NPA         | Philippe Poutou       | 2 147   | 1,29 %     |         |            |  |  |
|             | LO          | Nathalie Arthaud      | 1 513   | 0,91 %     |         |            |  |  |
|             | RES         | Jean Lassalle         | 1 480   | 0,89 %     |         |            |  |  |
|             | UPR         | François Asselineau   | 1 291   | 0,78 %     |         |            |  |  |
|             | SeP         | Jacques Cheminade     | 350     | 0,21 %     |         |            |  |  |
|             |             |                       |         |            |         |            |  |  |
|             |             |                       | Nombre  | % inscrits | Nombre  | % inscrits |  |  |
| Inscrits    | Inscrits    | Inscrits              | 208 734 |            | 208 691 |            |  |  |
| Abstentions | Abstentions | Abstentions           | 38 340  | 18,37 %    | 45 577  | 21,84 %    |  |  |
| Votants     | Votants     | Votants               | 170 394 | 81,63 %    | 163 114 | 78,16 %    |  |  |
|             |             |                       |         |            |         |            |  |  |
|             |             |                       |         | % votants  |         | % votants  |  |  |
| Blancs      | Blancs      | Blancs                | 3 176   | 1,52 %     | 14 762  | 7,07 %     |  |  |
| Nuls        | Nuls        | Nuls                  | 1 161   | 0,56 %     | 4 798   | 2,3 %      |  |  |
| Exprimés    | Exprimés    | Exprimés              | 166 057 | 79,55 %    | 143 554 | 68,79 %    |  |  |

### 2012
Hollande, désigné par le PS à la suite d'une primaire ouverte, devance Sarkozy dès le premier tour de l'élection présidentielle de 2012 : c'est la première fois qu'un président sortant est ainsi devancé. Au second tour, Sarkozy est battu mais par un écart plus faible qu'attendu.
Dans l'Orne, Nicolas Sarkozy arrive en tête du premier tour avec 29,64 % des exprimés, suivi de François Hollande (24,26 %), Marine Le Pen (20 %), François Bayrou (10,55 %) et Jean-Luc Mélenchon (8,92 %). Au second tour, les électeurs ont voté à 47,11 % pour François Hollande contre 52,89 % pour Nicolas Sarkozy avec un taux de participation de 83,03 % des inscrits.
|                | UMP            | Nicolas Sarkozy       | 51 498  | 29,64 %    | 87 087  | 52,89 %    |  |  |
|                | PS             | François Hollande     | 42 159  | 24,26 %    | 77 579  | 47,11 %    |  |  |
|                | FN             | Marine Le Pen         | 34 757  | 20 %       |         |            |  |  |
|                | MoDem          | François Bayrou       | 18 326  | 10,55 %    |         |            |  |  |
|                | FG             | Jean-Luc Mélenchon    | 15 501  | 8,92 %     |         |            |  |  |
|                | DLF            | Nicolas Dupont-Aignan | 4 173   | 2,4 %      |         |            |  |  |
|                | EELV           | Éva Joly              | 3 109   | 1,79 %     |         |            |  |  |
|                | NPA            | Philippe Poutou       | 2 515   | 1,45 %     |         |            |  |  |
|                | LO             | Nathalie Arthaud      | 1 294   | 0,74 %     |         |            |  |  |
|                | S&P            | Jacques Cheminade     | 422     | 0,24 %     |         |            |  |  |
|                |                |                       |         |            |         |            |  |  |
|                |                |                       | Nombre  | % inscrits | Nombre  | % inscrits |  |  |
| Inscrits       | Inscrits       | Inscrits              | 212 521 |            | 212 505 |            |  |  |
| Abstentions    | Abstentions    | Abstentions           | 35 378  | 16,65 %    | 36 060  | 16,97 %    |  |  |
| Votants        | Votants        | Votants               | 177 143 | 83,35 %    | 176 445 | 83,03 %    |  |  |
|                |                |                       |         |            |         |            |  |  |
|                |                |                       |         | % votants  |         | % votants  |  |  |
| Blancs ou nuls | Blancs ou nuls | Blancs ou nuls        | 3 389   | 1,91 %     | 11 779  | 6,68 %     |  |  |
| Exprimés       | Exprimés       | Exprimés              | 173 754 | 98,09 %    | 164 666 | 98,09 %    |  |  |

### 2007
Au premier tour de l'élection présidentielle de 2007, Sarkozy réussit à capter une partie des voix de Le Pen et arrive largement en tête. Royal est la première femme qualifiée pour le second tour d'une élection présidentielle. Elle est battue avec une avance de 6 points.
Dans l'Orne, Nicolas Sarkozy arrive en tête du premier tour avec 32,33 % des exprimés, suivi de Ségolène Royal (20,64 %), François Bayrou (19,05 %), Jean-Marie Le Pen (12,28 %) et Olivier Besancenot (4,49 %). Au second tour, les électeurs ont voté à 57,66 % pour Nicolas Sarkozy contre 42,34 % pour Ségolène Royal avec un taux de participation de 85,27 % des inscrits.
|                | UMP            | Nicolas Sarkozy      | 59 216  | 32,33 %    | 101 634 | 57,66 %    |  |  |
|                | PS             | Ségolène Royal       | 37 800  | 20,64 %    | 74 641  | 42,34 %    |  |  |
|                | UDF            | François Bayrou      | 34 887  | 19,05 %    |         |            |  |  |
|                | FN             | Jean-Marie Le Pen    | 22 494  | 12,28 %    |         |            |  |  |
|                | LCR            | Olivier Besancenot   | 8 221   | 4,49 %     |         |            |  |  |
|                | MPF            | Philippe de Villiers | 6 503   | 3,55 %     |         |            |  |  |
|                | CPNT           | Frédéric Nihous      | 3 032   | 1,66 %     |         |            |  |  |
|                | Les Verts      | Dominique Voynet     | 2 875   | 1,57 %     |         |            |  |  |
|                | LO             | Arlette Laguiller    | 2 817   | 1,54 %     |         |            |  |  |
|                | SE             | José Bové            | 2 643   | 1,44 %     |         |            |  |  |
|                | GPA            | Marie-George Buffet  | 2 002   | 1,09 %     |         |            |  |  |
|                | CNRSP          | Gérard Schivardi     | 646     | 0,35 %     |         |            |  |  |
|                |                |                      |         |            |         |            |  |  |
|                |                |                      | Nombre  | % inscrits | Nombre  | % inscrits |  |  |
| Inscrits       | Inscrits       | Inscrits             | 216 406 |            | 216 339 |            |  |  |
| Abstentions    | Abstentions    | Abstentions          | 30 591  | 14,14 %    | 31 864  | 14,73 %    |  |  |
| Votants        | Votants        | Votants              | 185 815 | 85,86 %    | 184 475 | 85,27 %    |  |  |
|                |                |                      |         |            |         |            |  |  |
|                |                |                      |         | % votants  |         | % votants  |  |  |
| Blancs ou nuls | Blancs ou nuls | Blancs ou nuls       | 2 679   | 1,44 %     | 8 200   | 4,45 %     |  |  |
| Exprimés       | Exprimés       | Exprimés             | 183 136 | 98,56 %    | 176 275 | 95,55 %    |  |  |

### 2002
Après cinq années de cohabitation, un duel est attendu entre Chirac et le Premier ministre Jospin lors de l'élection présidentielle de 2002, mais, à la surprise générale, ce dernier est devancé par Le Pen au premier tour. Au second tour, Chirac bénéficie du ralliement de la gauche et reçoit un score sans précédent. Il s'agit de la première élection pour un mandat de cinq ans et non plus sept.
Dans l'Orne, Jacques  Chirac arrive en tête du premier tour avec 23,36 % des exprimés, suivi de Jean-Marie  Le Pen (18,24 %), Lionel  Jospin (13,22 %), François Bayrou (7,03 %) et Arlette Laguiller (6,38 %). Au second tour, les électeurs ont voté à 81,3 % pour Jacques  Chirac contre 18,7 % pour Jean-Marie  Le Pen avec un taux de participation de 82,12 % des inscrits.
|                | RPR            | Jacques Chirac          | 35 949  | 23,36 %    | 135 900 | 81,3 %     |  |  |
|                | FN             | Jean-Marie Le Pen       | 28 076  | 18,24 %    | 31 258  | 18,7 %     |  |  |
|                | PS             | Lionel Jospin           | 20 344  | 13,22 %    |         |            |  |  |
|                | UDF            | François Bayrou         | 10 813  | 7,03 %     |         |            |  |  |
|                | LO             | Arlette Laguiller       | 9 816   | 6,38 %     |         |            |  |  |
|                | CPNT           | Jean Saint-Josse        | 8 617   | 5,6 %      |         |            |  |  |
|                | LCR            | Olivier Besancenot      | 6 839   | 4,44 %     |         |            |  |  |
|                | Les Verts      | Noël Mamère             | 6 719   | 4,37 %     |         |            |  |  |
|                | DL             | Alain Madelin           | 6 164   | 4 %        |         |            |  |  |
|                | MC             | Jean-Pierre Chevènement | 5 685   | 3,69 %     |         |            |  |  |
|                | MNR            | Bruno Mégret            | 3 229   | 2,1 %      |         |            |  |  |
|                | Cap21          | Corinne Lepage          | 3 077   | 2 %        |         |            |  |  |
|                | PC             | Robert Hue              | 3 023   | 1,96 %     |         |            |  |  |
|                | PRG            | Christiane Taubira      | 2 541   | 1,65 %     |         |            |  |  |
|                | FRS            | Christine Boutin        | 2 190   | 1,42 %     |         |            |  |  |
|                | PT             | Daniel Gluckstein       | 828     | 0,54 %     |         |            |  |  |
|                |                |                         |         |            |         |            |  |  |
|                |                |                         | Nombre  | % inscrits | Nombre  | % inscrits |  |  |
| Inscrits       | Inscrits       | Inscrits                | 214 215 |            | 214 187 |            |  |  |
| Abstentions    | Abstentions    | Abstentions             | 54 839  | 25,6 %     | 38 296  | 17,88 %    |  |  |
| Votants        | Votants        | Votants                 | 159 376 | 74,4 %     | 175 891 | 82,12 %    |  |  |
|                |                |                         |         |            |         |            |  |  |
|                |                |                         |         | % votants  |         | % votants  |  |  |
| Blancs ou nuls | Blancs ou nuls | Blancs ou nuls          | 5 466   | 3,43 %     | 8 733   | 4,97 %     |  |  |
| Exprimés       | Exprimés       | Exprimés                | 153 910 | 96,57 %    | 167 158 | 95,03 %    |  |  |

### 1995
Après une nouvelle cohabitation et alors que la droite est particulièrement divisée entre Chirac et le Premier ministre Balladur, Jospin réussit à arriver en tête au premier tour de l'élection présidentielle de 1995, malgré la très lourde défaite de la gauche aux législatives de 1993. Au second tour, il est battu par Chirac.
Dans l'Orne, Jacques Chirac arrive en tête du premier tour avec 23,18 % des exprimés, suivi d'Édouard Balladur (21,58 %), Lionel Jospin (19,81 %), Jean-Marie Le Pen (14,81 %) et Philippe de Villiers (5,92 %). Au second tour, les électeurs ont voté à 57,61 % pour Jacques Chirac contre 42,39 % pour Lionel Jospin avec un taux de participation de 82,27 % des inscrits.
|                | RPR            | Jacques Chirac       | 39 387  | 23,18 %    | 95 822  | 57,61 %    |  |  |
|                | RPR            | Édouard Balladur     | 36 662  | 21,58 %    |         |            |  |  |
|                | PS             | Lionel Jospin        | 33 657  | 19,81 %    | 70 497  | 42,39 %    |  |  |
|                | FN             | Jean-Marie Le Pen    | 25 161  | 14,81 %    |         |            |  |  |
|                | MPF            | Philippe de Villiers | 10 051  | 5,92 %     |         |            |  |  |
|                | PC             | Robert Hue           | 9 577   | 5,64 %     |         |            |  |  |
|                | LO             | Arlette Laguiller    | 9 008   | 5,3 %      |         |            |  |  |
|                | Les Verts      | Dominique Voynet     | 5 860   | 3,45 %     |         |            |  |  |
|                | S&P            | Jacques Cheminade    | 523     | 0,31 %     |         |            |  |  |
|                |                |                      |         |            |         |            |  |  |
|                |                |                      | Nombre  | % inscrits | Nombre  | % inscrits |  |  |
| Inscrits       | Inscrits       | Inscrits             | 213 690 |            | 213 586 |            |  |  |
| Abstentions    | Abstentions    | Abstentions          | 38 831  | 18,17 %    | 37 866  | 17,73 %    |  |  |
| Votants        | Votants        | Votants              | 174 859 | 81,83 %    | 175 720 | 82,27 %    |  |  |
|                |                |                      |         |            |         |            |  |  |
|                |                |                      |         | % votants  |         | % votants  |  |  |
| Blancs ou nuls | Blancs ou nuls | Blancs ou nuls       | 4 973   | 2,84 %     | 9 401   | 5,35 %     |  |  |
| Exprimés       | Exprimés       | Exprimés             | 169 886 | 97,16 %    | 166 319 | 94,65 %    |  |  |

### 1988
Après deux ans de cohabitation, Mitterrand affronte le Premier ministre Chirac lors de l'élection présidentielle de 1988. Le Pen obtient au premier tour un score jusque-là sans précédent pour un parti d'extrême droite. Au second tour, Mitterrand est facilement réélu.
Dans l'Orne, François Mitterrand arrive en tête du premier tour avec 34,12 % des exprimés, suivi de Jacques Chirac (23,4 %), Raymond Barre (19,32 %), Jean-Marie Le Pen (11,79 %) et Antoine Waechter (4,01 %). Au second tour, les électeurs ont voté à 50,74 % pour François Mitterrand contre 49,26 % pour Jacques Chirac avec un taux de participation de 86,52 % des inscrits.
|                | PS                    | François Mitterrand | 58 774  | 34,12 %    | 89 282  | 50,74 %    |  |  |
|                | RPR                   | Jacques Chirac      | 40 298  | 23,4 %     | 86 691  | 49,26 %    |  |  |
|                | SE                    | Raymond Barre       | 33 282  | 19,32 %    |         |            |  |  |
|                | FN                    | Jean-Marie Le Pen   | 20 313  | 11,79 %    |         |            |  |  |
|                | Les Verts             | Antoine Waechter    | 6 907   | 4,01 %     |         |            |  |  |
|                | PC                    | André Lajoinie      | 5 136   | 2,98 %     |         |            |  |  |
|                | LO                    | Arlette Laguiller   | 4 029   | 2,34 %     |         |            |  |  |
|                | Communiste rénovateur | Pierre Juquin       | 2 862   | 1,66 %     |         |            |  |  |
|                | MPT                   | Pierre Boussel      | 645     | 0,37 %     |         |            |  |  |
|                |                       |                     |         |            |         |            |  |  |
|                |                       |                     | Nombre  | % inscrits | Nombre  | % inscrits |  |  |
| Inscrits       | Inscrits              | Inscrits            | 210 113 |            | 210 079 |            |  |  |
| Abstentions    | Abstentions           | Abstentions         | 34 183  | 16,27 %    | 28 312  | 13,48 %    |  |  |
| Votants        | Votants               | Votants             | 175 930 | 83,73 %    | 181 767 | 86,52 %    |  |  |
|                |                       |                     |         |            |         |            |  |  |
|                |                       |                     |         | % votants  |         | % votants  |  |  |
| Blancs ou nuls | Blancs ou nuls        | Blancs ou nuls      | 3 684   | 2,09 %     | 5 794   | 3,19 %     |  |  |
| Exprimés       | Exprimés              | Exprimés            | 172 246 | 97,91 %    | 175 973 | 96,81 %    |  |  |

### 1981
Lors de l'élection présidentielle de 1981, Giscard d'Estaing arrive en tête au premier tour et affronte, comme la fois précédente, Mitterrand. Pour la première fois, un président sortant est battu : Mitterrand devient le premier président de gauche de la Ve République.
Dans l'Orne, Valéry Giscard d'Estaing arrive en tête du premier tour avec 30,68 % des exprimés, suivi de Jacques Chirac (24,94 %), François Mitterrand (23,56 %), Georges Marchais (8,64 %) et Brice Lalonde (3,75 %). Au second tour, les électeurs ont voté à 60,61 % pour Valéry Giscard d'Estaing contre 45,02 % pour François Mitterrand avec un taux de participation de 87,69 % des inscrits.
|                | UDF            | Valéry Giscard d'Estaing | 51 827  | 30,68 %    | 96 071  | 54,98 %    |  |  |
|                | RPR            | Jacques Chirac           | 42 138  | 24,94 %    |         |            |  |  |
|                | PS             | François Mitterrand      | 39 794  | 23,56 %    | 78 681  | 45,02 %    |  |  |
|                | PC             | Georges Marchais         | 14 598  | 8,64 %     |         |            |  |  |
|                | MEP            | Brice Lalonde            | 6 343   | 3,75 %     |         |            |  |  |
|                | LO             | Arlette Laguiller        | 4 521   | 2,68 %     |         |            |  |  |
|                | MRG            | Michel Crépeau           | 3 158   | 1,87 %     |         |            |  |  |
|                | Divers droite  | Michel Debré             | 2 710   | 1,6 %      |         |            |  |  |
|                | Divers droite  | Marie-France Garaud      | 2 122   | 1,26 %     |         |            |  |  |
|                | PSU            | Huguette Bouchardeau     | 1 723   | 1,02 %     |         |            |  |  |
|                |                |                          |         |            |         |            |  |  |
|                |                |                          | Nombre  | % inscrits | Nombre  | % inscrits |  |  |
| Inscrits       | Inscrits       | Inscrits                 | 205 689 |            | 205 663 |            |  |  |
| Abstentions    | Abstentions    | Abstentions              | 34 123  | 16,59 %    | 25 323  | 12,31 %    |  |  |
| Votants        | Votants        | Votants                  | 171 566 | 83,41 %    | 180 340 | 87,69 %    |  |  |
|                |                |                          |         |            |         |            |  |  |
|                |                |                          |         | % votants  |         | % votants  |  |  |
| Blancs ou nuls | Blancs ou nuls | Blancs ou nuls           | 2 632   | 1,53 %     | 5 588   | 3,1 %      |  |  |
| Exprimés       | Exprimés       | Exprimés                 | 168 934 | 98,47 %    | 174 752 | 96,9 %     |  |  |

### 1974
L'élection présidentielle de 1974 est une élection anticipée à la suite de la mort de Pompidou. Mitterrand, candidat unique de la gauche, est largement en tête au premier tour devant Giscard d'Estaing, qui distance lui-même Chaban-Delmas. Au terme d'une campagne animée, marquée par un débat télévisé tendu, Giscard d'Estaing l'emporte avec une très courte avance.
Dans l'Orne, Valéry Giscard d'Estaing arrive en tête du premier tour avec 38,49 % des exprimés, suivi de François Mitterrand (33,13 %), Jacques Chaban-Delmas (16,96 %), Jean Royer (5,34 %) et Arlette Laguiller (2,85 %). Au second tour, les électeurs ont voté à 60,61 % pour Valéry Giscard d'Estaing contre 39,39 % pour François Mitterrand avec un taux de participation de 88,41 % des inscrits.
|                | RI             | Valéry Giscard d'Estaing | 57 294  | 38,49 %    | 92 675  | 60,61 %    |  |  |
|                | PS             | François Mitterrand      | 49 306  | 33,13 %    | 60 231  | 39,39 %    |  |  |
|                | UDR            | Jacques Chaban-Delmas    | 25 239  | 16,96 %    |         |            |  |  |
|                | SE             | Jean Royer               | 7 941   | 5,34 %     |         |            |  |  |
|                | LO             | Arlette Laguiller        | 4 244   | 2,85 %     |         |            |  |  |
|                | SE, écologiste | René Dumont              | 1 680   | 1,13 %     |         |            |  |  |
|                | FN             | Jean-Marie Le Pen        | 1 157   | 0,78 %     |         |            |  |  |
|                | MDSF           | Émile Muller             | 928     | 0,62 %     |         |            |  |  |
|                | FCR            | Alain Krivine            | 388     | 0,26 %     |         |            |  |  |
|                | NAR            | Bertrand Renouvin        | 300     | 0,2 %      |         |            |  |  |
|                | MFE            | Jean-Claude Sebag        | 284     | 0,19 %     |         |            |  |  |
|                |                |                          |         |            |         |            |  |  |
|                |                |                          | Nombre  | % inscrits | Nombre  | % inscrits |  |  |
| Inscrits       | Inscrits       | Inscrits                 | 175 247 |            | 175 204 |            |  |  |
| Abstentions    | Abstentions    | Abstentions              | 25 051  | 14,29 %    | 20 307  | 11,59 %    |  |  |
| Votants        | Votants        | Votants                  | 150 196 | 85,71 %    | 154 897 | 88,41 %    |  |  |
|                |                |                          |         |            |         |            |  |  |
|                |                |                          |         | % votants  |         | % votants  |  |  |
| Blancs ou nuls | Blancs ou nuls | Blancs ou nuls           | 1 356   | 0,9 %      | 1 991   | 1,29 %     |  |  |
| Exprimés       | Exprimés       | Exprimés                 | 148 840 | 99,1 %     | 152 906 | 98,71 %    |  |  |

### 1969
L'élection présidentielle de 1969 est une élection anticipée à la suite de la démission de De Gaulle. La gauche se lance désunie dans la course et, bien que Duclos (PCF) manque de le devancer, c'est le président par intérim Poher qui accède au second tour face à l'ex-Premier ministre Pompidou. Alors que Duclos refuse d'appeler à voter au second tour pour « bonnet blanc ou blanc bonnet », Pompidou est finalement largement élu.
Dans l'Orne, Georges Pompidou arrive en tête du premier tour avec 46,45 % des exprimés, suivi de Alain Poher (33,18 %), Jacques Duclos (11,28 %), Gaston Defferre (3,53 %) et Michel Rocard (3,21 %). Au second tour, les électeurs ont voté à 54,88 % pour Georges Pompidou contre 45,12 % pour Alain Poher avec un taux de participation de 76,06 % des inscrits.
|                | UDR            | Georges Pompidou | 61 860  | 46,45 %    | 68 427  | 54,88 %    |  |  |
|                | CD             | Alain Poher      | 44 185  | 33,18 %    | 56 251  | 45,12 %    |  |  |
|                | PC             | Jacques Duclos   | 15 017  | 11,28 %    |         |            |  |  |
|                | SFIO           | Gaston Defferre  | 4 706   | 3,53 %     |         |            |  |  |
|                | PSU            | Michel Rocard    | 4 273   | 3,21 %     |         |            |  |  |
|                | SE             | Louis Ducatel    | 1 976   | 1,48 %     |         |            |  |  |
|                | LC             | Alain Krivine    | 1 166   | 0,88 %     |         |            |  |  |
|                |                |                  |         |            |         |            |  |  |
|                |                |                  | Nombre  | % inscrits | Nombre  | % inscrits |  |  |
| Inscrits       | Inscrits       | Inscrits         | 170 261 |            | 170 200 |            |  |  |
| Abstentions    | Abstentions    | Abstentions      | 35 425  | 20,81 %    | 40 750  | 23,94 %    |  |  |
| Votants        | Votants        | Votants          | 134 836 | 79,19 %    | 129 450 | 76,06 %    |  |  |
|                |                |                  |         |            |         |            |  |  |
|                |                |                  |         | % votants  |         | % votants  |  |  |
| Blancs ou nuls | Blancs ou nuls | Blancs ou nuls   | 1 653   | 1,23 %     | 4 772   | 3,69 %     |  |  |
| Exprimés       | Exprimés       | Exprimés         | 133 183 | 98,77 %    | 124 678 | 96,31 %    |  |  |

### 1965
L'élection présidentielle de 1965 est la première élection au suffrage universel direct à la suite du référendum d'octobre 1962. De Gaulle est mis en ballottage, à la surprise générale, par Mitterrand, candidat unique de la gauche. La campagne du second tour est axée sur l'Europe et les relations internationales ainsi que sur l'armement nucléaire. De Gaulle est finalement réélu avec une large avance.
Dans l'Orne, Charles de Gaulle arrive en tête du premier tour avec 51,09 % des exprimés, suivi de Jean Lecanuet (23,64 %), François Mitterrand (18,08 %), Jean-Louis Tixier-Vignancour (4,19 %) et Pierre Marcilhacy (1,89 %). Au second tour, les électeurs ont voté à 67,19 % pour Charles de Gaulle contre 32,81 % pour François Mitterrand avec un taux de participation de 84,72 % des inscrits.
|                | UNR            | Charles de Gaulle            | 73 803  | 51,09 %    | 92 963  | 67,19 %    |  |  |
|                | MRP            | Jean Lecanuet                | 34 145  | 23,64 %    |         |            |  |  |
|                | CIR            | François Mitterrand          | 26 121  | 18,08 %    | 45 404  | 32,81 %    |  |  |
|                | SE             | Jean-Louis Tixier-Vignancour | 6 057   | 4,19 %     |         |            |  |  |
|                | PLE            | Pierre Marcilhacy            | 2 727   | 1,89 %     |         |            |  |  |
|                | SE             | Marcel Barbu                 | 1 614   | 1,12 %     |         |            |  |  |
|                |                |                              |         |            |         |            |  |  |
|                |                |                              | Nombre  | % inscrits | Nombre  | % inscrits |  |  |
| Inscrits       | Inscrits       | Inscrits                     | 169 026 |            | 169 166 |            |  |  |
| Abstentions    | Abstentions    | Abstentions                  | 23 069  | 13,65 %    | 25 845  | 15,28 %    |  |  |
| Votants        | Votants        | Votants                      | 145 957 | 86,35 %    | 143 321 | 84,72 %    |  |  |
|                |                |                              |         |            |         |            |  |  |
|                |                |                              |         | % votants  |         | % votants  |  |  |
| Blancs ou nuls | Blancs ou nuls | Blancs ou nuls               | 1 490   | 1,02 %     | 4 954   | 3,46 %     |  |  |
| Exprimés       | Exprimés       | Exprimés                     | 144 467 | 98,98 %    | 138 367 | 96,54 %    |  |  |